# Igors Kazanovs
Igors Kazanovs (russisk: Игорь Яковлевич Казанов; født 24. september 1963 i Daugavpils i Lettiske SSR) er en sovjetisk og lettisk tidligere atletikudøver, som deltog i hækkeløb.
Kazanovs' største bedrifter var indendørs på 60 meter hækkeløb, hvor han sikrede sig sølvmedalje ved indendørs-VM i 1991 i Sevilla og bronzemedalje ved indendørs-VM i 1989 i Budapest. Desuden har han vundet fire guldmedaljer ved indendørs-EM.
På 110 meter hækkeløb var han i semifinalen ved både OL i 1992 og OL i 1996. Desuden var han med i to VM-finaler i 1987 og 1993, hvor han i 1987 havde sin bedste placering med en femteplads. Han deltog også i en EM-finale i 1990, hvor han kom ind på en sidsteplads.